# Захария Митиленский

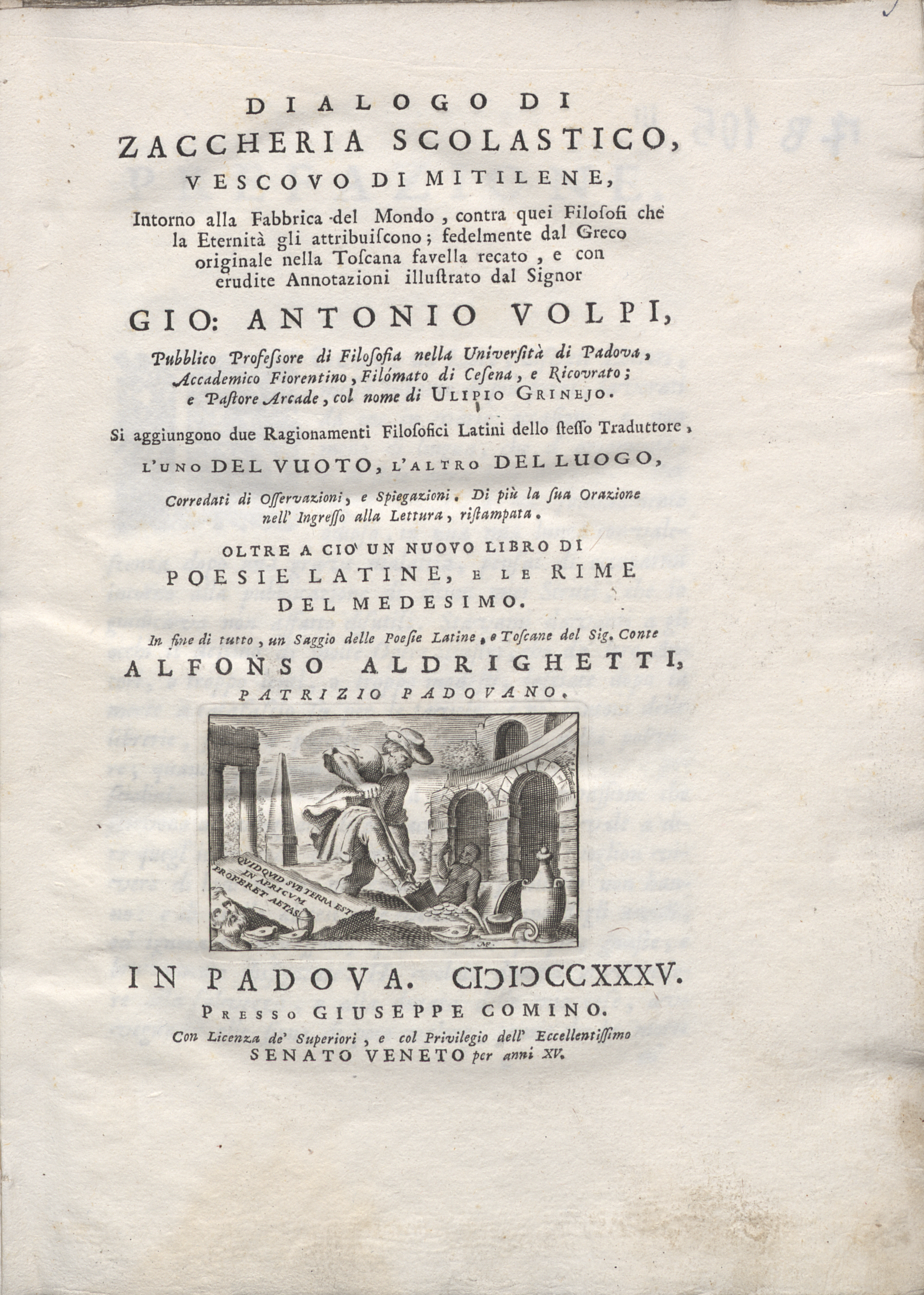
Ammonius

Захария Схоластик, Захария Митиленский (лат. Zacharias Scholasticus; ок. 465 — после 536) — христианский (миафизитский) деятель, богослов, историк VI века.
Обучался в Александрии под руководством Аммония Гермия, был епископом в Митилене.
Захария оставил жизнеописание диалог «Аммоний» о сотворении мира (издано Тарином под названием «Zachariae Scholastici Ammonius seu de mundi opif. contra philos., graece et latine, una cum Ongenis philosophia», 1618, 1624). Сочинение Захарии, направленное против дуализма манихеев, помещено у Канизия в первом томе «Antiquae lectiones» (Ингольштадт, 1601). «История» Захарии, охватывавшая период между 436 и 491 гг., в оригинале не сохранилась, однако сохранился её сирийский перевод. Кроме того, Захарии принадлежит жизнеописание Севера Антиохийского.